# Anselm Schnaus
Anselm Schnaus (* 19. November 1670 in Amberg; † 2. Januar 1724 in Waldsassen) war Abt des Klosters Waldsassen von 1710 bis 1724.
Anselm Schnaus gelangte vom Kloster Fürstenfeld nach Waldsassen, wo er auch Kastner und Baudirektor war und 1711 vom Abt vom Kloster Aldersbach zum Abt von Waldsassen geweiht wurde. Er kämpfte wie sein Vorgänger um die Reichsunmittelbarkeit, allerdings hatte er sich auch Forderungen des vorausgegangenen Landesherrn der Oberpfalz zu erwehren. 1715 überreichte Anselm Schnaus dem Kurfürsten Maximilian II. Emanuel eine Gabe von 80.000 Gulden zum Zeichen der Ergebenheit des Klosters. In den Folgejahren gelang es ihm, mehrere ehemalige Klosterpfarreien zurückzugewinnen. Es verwirklichte verschiedene Baumaßnahmen und sorgte für einen Zuwachs an Novizen. Anselm Schnaus wurde in der Gruft unter der Stiftskirche bestattet.